# Silkesommerfugl
Silkesommerfugl (Bombyx) er slægt af møl, der omfatter de ægte silkesommerfugle. Slægten har to arter, og det er larverne af disse arter, man ofte kalder silkeorm.
- Vild Silkesommerfugl (Bombyx mandarina)
- Ægte Silkesommerfugl (Bombyx mori)

Larverne lever på bladene af arter inden for Morbær-familien og helst på Morbærtræer.